# Matěj Krsek
Matěj Krsek, né le 13 mai 2000 à Prague, est un athlète tchèque, spécialiste du 400 mètres.

## Biographie
En 2015, il participe au Festival olympique de la jeunesse européenne 2015 où il gagne une médaille d'argent sur 200m.
En juin 2023, le relais tchèque remporte le titre sur 4x400m mixte aux championnats d'Europe par équipes de Chorzów avec ses compatriotes Lada Vondrová, Tereza Petržilková et Vít Müller. Elle remporte la médaille de bronze du relais 4 x 400 m mixte aux Mondiaux 2023 où Patrik Šorm remplace Vít Müller.

## Palmarès
| Date | Compétition                    | Lieu     | Place | Course          | Temps   |
| ---- | ------------------------------ | -------- | ----- | --------------- | ------- |
| 2023 | Jeux européens                 | Chorzów  | 1re   | 4 x 400 m mixte |         |
| 2023 | Championnats du monde          | Budapest | 3e    | 4 x 400 m mixte |         |
| 2024 | Championnats du monde en salle | Glasgow  | 6e    | 400 m           | 46 s 47 |

## Records
| Épreuve | Temps   | Lieu        | Date        |
| ------- | ------- | ----------- | ----------- |
| 400 m   | 45 s 53 | Saint-Denis | 5 août 2024 |